# Синлянь
Синлянь, Синляні (рум. Sânleani) — село у повіті Арад в Румунії. Входить до складу комуни Лівада.
Село розташоване на відстані 417 км на північний захід від Бухареста, 7 км на північний схід від Арада, 51 км на північ від Тімішоари.

## Населення
За даними перепису населення 2002 року у селі проживали 1523 особи.
Національний склад населення села:
| Національність | Кількість осіб | Відсоток |
| -------------- | -------------- | -------- |
| румуни         | 1230           | 80,8%    |
| угорці         | 250            | 16,4%    |
| німці          | 30             | 2,0%     |
| цигани         | 6              | 0,4%     |

Рідною мовою назвали:
| Мова      | Кількість осіб | Відсоток |
| --------- | -------------- | -------- |
| румунська | 1251           | 82,1%    |
| угорська  | 237            | 15,6%    |
| німецька  | 23             | 1,5%     |
| циганська | 5              | 0,3%     |